# ババリア (お笑いコンビ)
ババリアとは、かつて吉本興業に所属していた日本のお笑いコンビである。1998年8月結成。

## 概要
大阪NSC21期生同士で結成、シュールなネタでテレビ番組に出演していたが、2003年にコンビ解散した。

## メンバー
溝黒 和昭（みぞぐろ かずあき　1979年6月14日 - ）
大阪府大阪市出身、血液型はO型、星座は双子座、身長163cm、体重50kg、趣味：ウインドウショッピング、特技：パントマイム。解散後はボン溝黒に改名、元シュガーライフの安達健太郎とお笑いコンビ「カナリア」を結成して活動していたが2018年をもって解散し現在はピン芸人。
三浪 昇（みなみ のぼる　1979年8月20日 - ）
兵庫県宝塚市出身、血液型はO型、星座は獅子座、身長180cm、体重63kg、趣味：スノーボード、特技：料理、野球。
解散後は引退し、2006年からデコデザイナーに転向。日本デコジュエリー協会会長を務めている。
『しくじり先生』2019年9月9日放送分にて、キングコング・梶原雄太が過労による心身症から失踪したときに世話になった人物として、名前と顔写真が使用された。

## 主なネタ
- 主に漫才。
  - ニュース/火事
  - 何回動けるか？

## 主な出演番組
- 爆笑オンエアバトル（NHK総合）戦績0勝1敗 最高265KB
- BACK-UP!（フジテレビ系列）